# Rückkehr nach Glennascaul
Rückkehr nach Glennascaul, Untertitel Eine Geschichte, die man sich in Dublin erzählt, ist ein irischer Kurzfilm von Hilton Edwards aus dem Jahr 1953.

## Handlung
Orson Welles unterbricht die Dreharbeiten von Othello und erzählt den Zuschauern eine Geschichte, die ihm passiert ist:
Welles fährt eines Abends auf einer Landstraße nach Dublin, wo er mit Hilton Edwards über den Film Othello sprechen will. An einer Kreuzung sieht er einen Mann, dessen Auto liegengeblieben ist. Er bietet ihm an, ihn mitzunehmen und nach einigem Zögern willigt der Mann ein. Auf der Fahrt erklärt Sean Merriman sein Zögern, habe er doch vor einiger Zeit genau an der Kreuzung zwei Frauen mitgenommen. Sie wollten zu ihrem Haus, dem sie den Namen Glennascaul – Tal der Schatten – gegeben hatten. Die Anschrift lag auf dem Weg und so fuhr Sean sie nach Hause. Das Tor zum Grundstück stand offen und er brachte beide bis an die Haustüre, lag das Gebäude doch weit von der Straße entfernt. Auf ihr Bitten hin kam Sean noch auf einen Tee mit in die Villa. Sean interessierte sich für einen chinesischen Teppich, der ihn an seinen Onkel erinnerte, der auf einer Reise nach China starb. Er schenkte ihm einst ein altes Zigarettenetui im gleichen Stil. Er legt es auf den Tisch und die jüngere der beiden Frauen schaut es sich interessiert an. Neben der Widmung „Für P. J. M. von Lucy, Dublin 1895“ ist auch der Spruch „Bis der Tag anbricht und die Schatten entfliehen“ aus dem Hohelied Salomos eingraviert. Plötzlich schlägt die Uhr und Sean erkennt, dass es bereits ein Uhr nachts ist. Er bricht auf, doch bittet ihn die junge Frau, unbedingt wiederzukommen.
Als Sean bereits auf dem Heimweg ist, bemerkt er, dass er sein Zigarettenetui in der Villa vergessen hat. Er kehrt um, findet jedoch das gerade noch offene Grundstückstor verschlossen vor. Er kann es mit Mühe öffnen, doch der Weg zur Villa ist zugewachsen. Die Villa selbst ist verlassen und steht zum Verkauf. Verwirrt kehrt Sean um. Er wendet sich an den Immobilienmakler, der bestätigt, dass das Haus seit vielen Jahren unbewohnt ist. Die letzten Bewohner waren Mutter und Tochter Campbell, die er als 80- und 60-jährige Frauen kennengelernt habe. Er weiß, dass die Mutter verstorben ist, kann jedoch nicht sagen, was aus der Tochter geworden ist. Er übergibt Sean die Schlüssel für die Villa. Sean kehrt zum Haus zurück und betritt die Villa. Er erkennt an den ausgeblichenen Stellen an der Wand den Ort, an dem der Teppich hing. Im Wohnzimmer sieht er Fußabdrücke auf dem staubigen Boden und bemerkt schließlich, dass es seine eigenen sind. Auf dem Kaminsims findet er sein vergessenes Zigarettenetui. Stimmen im Haus ertönen, darunter die der Tochter, die ihn bittet, nicht zu gehen bzw. zurückzukommen. Sean flieht aus dem Haus.
Er beendet seine Erzählung und zeigt Orson Welles das Zigarettenetui. Er ergänzt, dass er erfahren habe, dass die Tochter, die vor acht Jahren verstorben war, Lucy hieß – wie die Frau, die das Zigarettenetui verschenkt hat. P.J.M. in der Widmung wiederum steht für Patrick Joseph Merriman, der der Bruder von Seans Vaters und sein Onkel war. Sean bietet Welles an, auf eine Tasse Tee mit in die Villa zu kommen, doch lehnt er es ab. Auf der Weiterfahrt sieht Welles an einer Kreuzung zwei Frauen, die auf eine Mitfahrgelegenheit warten, und fährt eilig an ihnen vorbei. Beide sind konsterniert, sind sich sicher, den Mann im Wagen erkannt zu haben, können aber nicht glauben, dass er es wirklich war.

## Produktion
Rückkehr nach Glennascaul entstand Ende 1951 während einer der zahlreichen Drehunterbrechungen zu Welles’ Film Othello. Welles trägt im Film den Othello-Bart, zeigt sich jedoch ungeschminkt. Hilton Edwards und Micheál MacLiammóir waren beide auch an Othello beteiligt: Edwards als Darsteller des Brabantio und MacLiammóir als Jago. Sie gewannen Welles, in der Rahmenhandlung des Films mitzuspielen. Zudem übernahm Welles die Rolle des Erzählers. Rückkehr nach Glennascaul erschien 1953 in Irland, Großbritannien und den Vereinigten Staaten, lief jedoch jeweils nur kurz in den Kinos.

## Auszeichnungen
Rückkehr nach Glennascaul wurde 1954 für einen Oscar in der Kategorie „Bester Kurzfilm (zwei Filmrollen)“ nominiert, konnte sich jedoch nicht gegen Im Lande der Bären durchsetzen.